# Bambinot
Bambinot je československý televizní seriál režiséra Jaroslava Dudka, který má šest dílů. Natočen byl v letech 1983–1984 na motivy povídky Josefa Nesvadby.

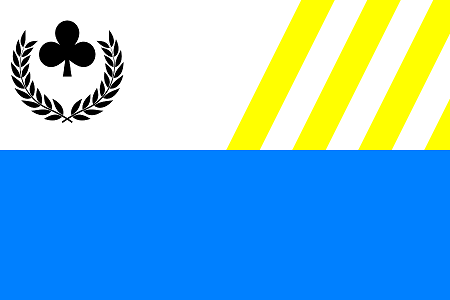
Lauretánie - rekonstrukce pravděpodobné podoby vlajky

## Synopse
Děj se odehrává ve fiktivní monarchii Lauretánii kdesi v Evropě. Monarchie se potýká s problémem nedořešeného nástupnictví. Jediná dcera vládnoucího páru je nezvladatelné dítě. Velkou pozornost zde věnují vědeckému výzkumu, který jednak pomáhá udržovat na vysoké úrovni kvalitu dostihových koní a také ve výzkumném ústavu Psycho II studují problémy zlobivých dětí. Po experimentu s tabletou, po které by dítě mělo poslouchat své rodiče, se dítě stává nezvladatelným. Ústředním motivem je vynález přístroje jménem Bambinot. Tento přístroj dokáže nejdříve na televizní obrazovce zpodobnit a posléze i zhmotnit hypotetického potomka rodičů, kteří usednou do speciálních křesel.

## Seznam dílů
- 1. díl – „Vynález století“
- 2. díl – „Ďábelský úkol“
- 3. díl – „Génius se vrací“
- 4. díl – „Katastrofální omyl“
- 5. díl – „Osudný zločin“
- 6. díl – „Příjemná ztráta“